# Кемал Гекић
Кемал Гекић је југословенско-амерички пијаниста и професор клавира на Међународном универзитету у Флориди. Рођен је 1962. у Сплиту у Хрватској (тадашњој ФНР Југославији). Препознатљив је по својим извођењима дела Франца Листа .

## Биографија
Кемал Гекић рођен је у сплитској музичкој породици. До средње школе музику је посматрао као хоби, и није јој се озбиљно посвећивао све до 1977. када је уписао Музичку академију у Загребу. Наредне године студије је наставио на Академији уметности у Новом Саду у класи професорке Јокут Михаиловић. Првенствена жеља му је била да упише Московску академију. Сазнавши да је закаснио на конкурс, определио се за Новосадску академију на којој је предавала професорка Јокут Михаиловић. Увидевши његов таленат Академија му нуди посао одмах по завршетку студија 1983, на клавирској катедри на којем је радио све до 1999.
Магистрирао је две године касније када је имао и велики успех на Шопеновом такмичењу у Варшави. Насупрот лошим гласовима жирија и великих критика добио је многобројне позиве за гостовања широм света. Немачко Шопеново удружење у Хановеру, доделило му је специјалну награду за Најбоље извођење сонате на такмичењу. Његов наступ у Варшави продат је само у Немачкој у преко 60.000 копија плоча до краја 1985. а на Виктор Ентертаимент Корпорејшн (Victor Entertainment Corporation) такмичењу у Јапану продао је 80.000 примерака.